# Kristian Rørdam
Kristian Rørdam, född 22 juli 1860 i Gladsaxe, död 29 juli 1939 i Ordrup, var en dansk geolog, son till Holger Frederik Rørdam, brorson till Thomas Skat Rørdam.
Efter studier vid latinskolorna i Roskilde och Odense blev han student 1878 och tog 1884 magisterkonferens i kemi. Förutom kortvariga vikariat var han därefter assistent vid Den Polytekniske Læreanstalts laboratorium och hos Frederik Johnstrup på Köpenhamns universitets mineralogiska museum, och kom därigenom alltmer in på geologin. Hans första större arbete var Undersøgelse af mesozoiske lerarter og kaolin paa Bornholm (1887, senare tryckt i DGU, II, 1, 1890).
Då Danmarks geologiske undersøgelse (DGU) inrättades 1888 under Johnstrups ledning blev Rørdam geolog där (senare med titeln statsgeolog) för det själländska området. Utöver kartläggningsarbetet ägnade han sig åt studier och tog 1892 filosofie doktorsgrad på avhandlingen Saltvandsalluviet i det nordøstlige Sjælland (DGU, II, 2). År 1897 publicerade han Kridtformationen i Sjælland (DGU, II, 6, 1897), men gjorde sig även känd som populärvetenskaplig författare, bland annat med bidrag om Danmarks geologi i "Frem" (1897-98).
Vid sidan av geologin ägnade han sig även åt hydrografi och tillhörde från 1893 den då inrättade kommissionen för de danska farvattnen. Efter att Johnstrup avlidit räknade Rørdam med att få överta ledningen för DGU, men på grund av stridigheter med Niels Viggo Ussing, som efterträdde Johnstrup som professor vid Köpenhamns universitet, blev Rørdam åsidosatt. Detta ledde till att han efterhand lämnade den geologiska vetenskapen och 1896 även blev han direktör för den Ankerske Marmorforretning. I september 1900 lämnade han både denna befattning och tjänsten vid DGU för att bli chef för den av Østasiatisk Kompagni startade gruvdriften i Siam. År 1902 återvände han till Danmark och blev ägare till Stubbergård vid Skive, men utnämndes 1904 till professor vid Landbohøjskolen och var från 1906 därjämte statskonsulent i lantbrukskemi.
Bland hans senare skrifter märks Geologi og jordbundslære (1-3, 1908-10), varav andra delen omfattar Danmarks geologi, Japentus Steenstrup og køkkenmøddingerne (1914), Studier over udvalgte emner af den kemiske geologi (tre band, 1914-19) samt Johannes Frederik Johnstrup. Hans liv og virksomhed (1918).

## Utmärkelser
- Riddare av Dannebrogorden,  1900[2]
- Dannebrogsmännens hederstecken,  1921[2]

[Redigera Wikidata]